# Letheobia swahilica
Letheobia swahilica — вид змій родини сліпунів (Typhlopidae). Мешкає в Східній Африці.

## Поширення і екологія
Letheobia swahilica мешкають в прибережних районах на південному сході Кенії та на північному сході Танзанії. Вони живуть в прибережних лісах, трапляються на полях і в садах. Зустрічаються на висоті до 400 м над рівнем моря.